# Geeuwpoldermolen
De Geeuwpoldermolen, ook in het Fries Geau's Mole genoemd, is een poldermolen ten oosten van het Friese tweelingdorp Oppenhuizen/Uitwellingerga, dat in de Nederlandse gemeente Súdwest-Fryslân ligt.

## Beschrijving
De Geeuwpoldermolen, een maalvaardige spinnenkopmolen die aan het Prinses Margrietkanaal staat, dateert uit de eerste helft van de negentiende eeuw. Het is niet bekend in welk jaar hij precies werd gebouwd: in bronnen worden de jaartallen 1832 en 1841 genoemd. De molen is het enige overgebleven exemplaar van de eertijds ongeveer twintig traditionele poldermolens die ooit rondom Oppenhuizen/Uitwellingerga te vinden waren. Hij werd geplaatst voor de bemaling van de Geeuwpolder, een zomerpolder ten oosten van Oppenhuizen, tegenwoordig een natuurgebied dat eigendom is van Staatsbosbeheer. Deze polder wordt eveneens bemalen door twee Amerikaanse windmotoren, de windmotoren Uitwellingerga 1 en 2.
In 1954 en 1965 werd de Geeuwpoldermolen gerestaureerd. Hij werd in 1981 eigendom van de Stichting De Fryske Mole. De molen verkeerde in die tijd in slechte staat, waarop hij van de rijksmonumentenlijst werd gehaald en de toenmalige Rijksdienst voor de Monumentenzorg toestemming gaf hem te laten slopen. Hiertegen rees verzet, wat ertoe leidde dat toch weer jaarlijks een bedrag voor het onderhoud van de molen beschikbaar werd gesteld. De kosten van een restauratie wilde het Rijk echter niet voor zijn rekening nemen. Uiteindelijk gebeurde dit in 1987 op kosten van de gemeente Wymbritseradeel, de provincie Friesland en het Prins Bernhardfonds.
De Geeuwpoldermolen, die slechts over water kan worden bereikt, is op afspraak te bezichtigen.